# Scoiattoli confusi
Scoiattoli confusi ("Esquirols confusos") és un disc de Cristina Zavalloni i Stefano de Bonis de 2001. Publicat per BassesfeREC, segell discogràfic del col·lectiu de músics improvisadors Bassesfere ("Baixes esferes"), al disc intervé a més de na Zavalloni com a vocalista, i de Bonis com a pianista, el flautista Stefano Agostini a la versió de la cançó de Charles Trenet, Boum!.
El disc és una mostra d'eclecticisme que recull una rajada de positures enlluernadores barrejades amb histrionisme teatral (com ara ah, quel dîner) i prova amb escreix l'habilior vocal de la Zavalloni, amb registres duits molts volts fins a extrems insospitats. També en constata les capacitats lingüístiques: allèn de poder trobar-hi cançons en italià (amore mio mannaggiatté i le pantofole che camminano da sole), encara s'hi destrien composicions en francès (4, 7 i 11) i castellà (5 i 10), totes interpretades sense gaire cantarella italiana.
La resta són peces rítmiques repetitives instrumentals acompanyades de veu en llenguatge no articulat (luna park cançó gairebé hipnòtica, nati per adeguarsi, latinetto) o, fins i tot, gemecs i udoladissa circumstancial (filmico). A més a més, la mateixa Zavalloni és autora de cançons en italià (amore mio mannaggiatté, le pantofole che camminano da sole, amb Stefano de Bonis) i en francès (fuoco sacro).
Com a curiositat es pot esmentar que hi ha una petita i remota connexió catalana al disc: es tracta de la peça de l'etapa antillanista del compositor gironí Xavier Montsalvatge i Bassols, Canción de cuna para dormir a un negrito, del disc "Cinco canciones negras" (1945).

## Pistes
1. intro
2. amore mio mannaggiatté - ("amor meu, mala negada facis"), (Stefano de Bonis / Cristina Zavalloni)
3. luna park (Cristina Zavalloni)
4. ah, quel dîner ... - ("ah, quin sopar..."), de l'òpera La Périchole de Jacques Offenbach
5. mira la madrugada - ("mira la matinada"), (Michel Godard / Cristina Zavalloni)
6. nati per adeguarsi - ("nascuts per fer ali"), (Stefano de Bonis), dedicada a Iso, Rosa, Rosa i Egberto
7. fuoco sacro - ("foc sagrat"), (Cristina Zavalloni)
8. solo piano (Stefano de Bonis)  dedicada a Fabrizio
9. filmico (Stefano de Bonis) dedicada a Ennio Morricone
10. canción de cuna para dormir a un negrito (Xavier Montsalvatge / arranjaments de Cristina Zavalloni)
11. boum! (Charles Trenet)
12. latinetto (Stefano de Bonis), dedicada a Mirko i Lullo
13. le pantofole che camminano da sole - ("les plantofes que caminen totes soles"), (Stefano de Bonis / Cristina Zavalloni), dedicada a Claudio L.